# Eriopyga lanaris
Eriopyga lanaris là một loài bướm đêm trong họ Noctuidae.